# Premier de Mpumalanga
El Premier de Mpumalanga es el jefe de gobierno de la provincia de Mpumalanga en Sudáfrica.

## Titulares
| Nombre           | Inicio              | Fin                   | Partido                    |
| ---------------- | ------------------- | --------------------- | -------------------------- |
| Mathews Phosa    | 7 de mayo de 1994   | 15 de junio de 1999   | Congreso Nacional Africano |
| Ndaweni Mahlangu | 15 de junio de 1999 | 30 de abril de 2004   | Congreso Nacional Africano |
| Thabang Makwetla | 30 de abril de 2004 | 10 de mayo de 2009    | Congreso Nacional Africano |
| David Mabuza     | 10 de mayo de 2009  | 26 de febrero de 2018 | Congreso Nacional Africano |
| Refilwe Mtsweni  | 20 de marzo de 2018 | presente              | Congreso Nacional Africano |

- Datos: Q7240354